# Pacific PR02
Pacific PR02 — болид Формулы-1 команды Pacific Racing, построенный для участия в чемпионате мира 1995 года.

## История
Для Кейта Уиггинса и его команды Pacific сезон сложился катастрофически, хотя они возлагали большие надежды на новую конструкцию Фрэнка Коппака PR02 с двигателем Ford ED. Бельгийский гонщик Бертран Гашо являлся совладельцем Pacific. На испытания автомобиля денег не нашлось. Перед дебютом в Бразилии команда провела лишь одно испытание в Сильверстоуне. Вторым гонщиком команды был бывший итальянский гонщик Формулы-3000 Андреа Монтермини, но команде требовались гонщики со спонсорскими деньгами, поэтому в нескольких гонках за неё выступили сицилийский аристократ Джованни Лаваджи и швейцарец Жан-Дени Делетра, причем оба были крайне недостаточно подготовлены. Чтобы пополнить бюджет, на 2, завершающих сезон, гонки, был приглашен чемпион Британской Формулы-3 Оливер Гэвин, который мог принести ещё и солидный спонсорский пакет, но ему, по неизвестной причине, было отказано в суперлицензии. Вместо него снова вышел на старт Бертран Гашо. В итоге, команда не получила денег, на которые рассчитывала, что окончательно разрушило команду в финансовом отношении, после чего Pacific вынуждены были уйти из Формулы-1.

## Результаты выступлений в гонках
| Год  | Шасси | Двигатель       | Шины | Пилоты     | 1    | 2    | 3    | 4    | 5    | 6    | 7    | 8    | 9    | 10   | 11   | 12   | 13   | 14   | 15   | 16   | 17   | Место | Очки |
| ---- | ----- | --------------- | ---- | ---------- | ---- | ---- | ---- | ---- | ---- | ---- | ---- | ---- | ---- | ---- | ---- | ---- | ---- | ---- | ---- | ---- | ---- | ----- | ---- |
| 1995 | PR02  | Ford ED1 3,0 V8 | G    |            | БРА  | АРГ  | САН  | ИСП  | МОН  | КАН  | ФРА  | ВЕЛ  | ГЕР  | ВЕН  | БЕЛ  | ИТА  | ПОР  | ЕВР  | ТИХ  | ЯПО  | АВС  | НКЛ   | 0    |
| 1995 | PR02  | Ford ED1 3,0 V8 | G    | Гашо       | Сход | Сход | Сход | Сход | Сход | Сход | Сход | 12   |      |      |      |      |      |      | Сход | Сход | 8    | НКЛ   | 0    |
| 1995 | PR02  | Ford ED1 3,0 V8 | G    | Лаваджи    |      |      |      |      |      |      |      |      | Сход | Сход | Сход | Сход |      |      |      |      |      | НКЛ   | 0    |
| 1995 | PR02  | Ford ED1 3,0 V8 | G    | Делетра    |      |      |      |      |      |      |      |      |      |      |      |      | Сход | НКЛ  |      |      |      | НКЛ   | 0    |
| 1995 | PR02  | Ford ED1 3,0 V8 | G    | Монтермини | 9    | Сход | Сход | НС   | ДСК  | Сход | НКЛ  | Сход | 8    | 12   | Сход | Сход | Сход | Сход | Сход | Сход | Сход | НКЛ   | 0    |

| Легенда к таблице |                                                                    |
| --- | ------------------------------------------------------------------ |
| В таблице перечислены результаты всех Гран-при Формулы-1, в которых использовался автомобиль. Строками таблицы являются сезоны, столбцами — этапы чемпионата мира. В каждой клетке указаны сокращённое название этапа и результат, дополнительно обозначенный цветом. Расшифровка обозначений и цветов представлена в нижеследующей таблице. |                                                                    |
| \| Пример \| Описание \| \| ------------ \| ------------------------------------------------------------------ \| \| 1 \| Победитель \| \| 2 \| Второе место \| \| 3 \| Третье место \| \| 5 \| Финишировал, заработав очки \| \| Сход \| Не финишировал, но при этом заработал очки \| \| 12 \| Финишировал, не получив очков \| \| НКЛ \| Финишировал, но не попал в финальную классификацию \| \| 15 \| Участвовал вне зачёта, либо по отдельной классификации \| \| 18 \| Не финишировал, но попал в финальную классификацию \| \| Сход \| Не финишировал \| \| НКВ \| Не прошёл квалификацию \| \| НПКВ \| Не прошёл предквалификацию \| \| ДСК \| Дисквалифицирован \| \| ИСК \| Исключён из протокола соревнований \| \| ТТ \| Заявлен для участия только в тренировках \| \| НС \| Участвовал в квалификации, но не стартовал в гонке \| \| Т \| Травмирован или болен \| \| ОТК \| Отказ от участия \| \| НТР \| Прибыл на соревнования, но на трассу не выезжал \| \| НПР \| Был заявлен в числе участников, но не прибыл к началу соревнований \| \| О \| Соревнования отменены \| \| \| Не участвовал \| \| Поул-позиция \| \| \| Быстрый круг \| \| |                                                                    |
| Пример | Описание                                                           |
| 1 | Победитель                                                         |
| 2 | Второе место                                                       |
| 3 | Третье место                                                       |
| 5 | Финишировал, заработав очки                                        |
| Сход | Не финишировал, но при этом заработал очки                         |
| 12 | Финишировал, не получив очков                                      |
| НКЛ | Финишировал, но не попал в финальную классификацию                 |
| 15 | Участвовал вне зачёта, либо по отдельной классификации             |
| 18 | Не финишировал, но попал в финальную классификацию                 |
| Сход | Не финишировал                                                     |
| НКВ | Не прошёл квалификацию                                             |
| НПКВ | Не прошёл предквалификацию                                         |
| ДСК | Дисквалифицирован                                                  |
| ИСК | Исключён из протокола соревнований                                 |
| ТТ | Заявлен для участия только в тренировках                           |
| НС | Участвовал в квалификации, но не стартовал в гонке                 |
| Т | Травмирован или болен                                              |
| ОТК | Отказ от участия                                                   |
| НТР | Прибыл на соревнования, но на трассу не выезжал                    |
| НПР | Был заявлен в числе участников, но не прибыл к началу соревнований |
| О | Соревнования отменены                                              |
| | Не участвовал                                                      |
| Поул-позиция |                                                                    |
| Быстрый круг |                                                                    |